# Linda Mūrniece

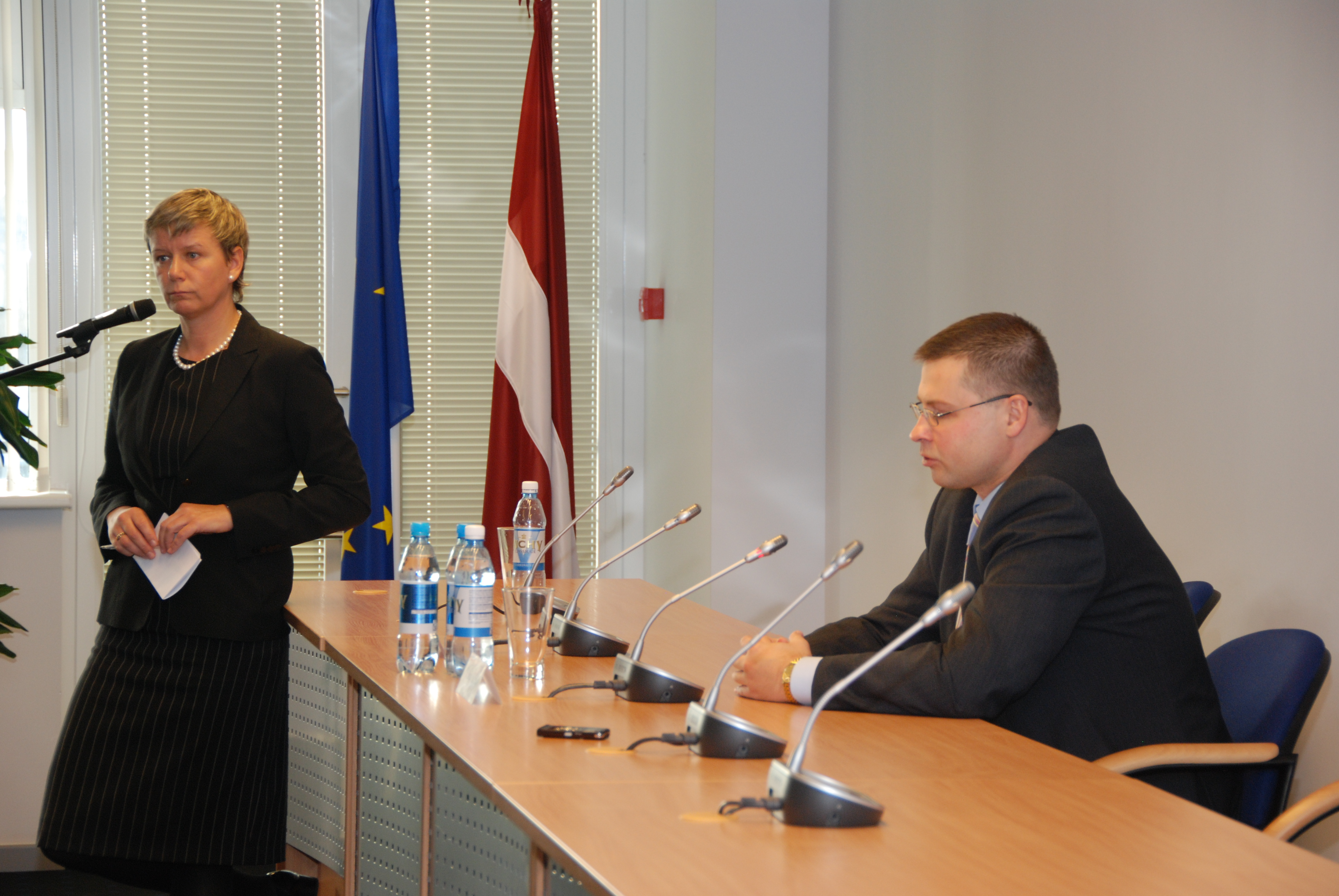
Linda Mūrniece i Valdis Dombrovskis

Linda Mūrniece (ur. 28 stycznia 1970 w Dobele) – łotewska polityk, posłanka na Sejm VIII, IX i X kadencji, minister obrony (2006), w latach 2009–2011 minister spraw wewnętrznych.

## Życiorys
W latach 1988–1995 studiowała na wydziale nauk społecznych Uniwersytetu Łotwy w Rydze. Od 1989 pracowała jako dziennikarka, uzyskała również zatrudnienie w Ministerstwie Spraw Wewnętrznych, następnie była inspektorem policji (1992–1993), głównym inspektorem w departamencie ochrony niezależności gospodarczej w Policji Bezpieczeństwa (1993–1995) oraz głównym inspektorem w centrum prasowym MSW (1995–1997). W latach 1997–2001 pracowała w banku VEF.
W 2002 zaangażowała się w działalność polityczną w ramach Nowej Ery. W tym samym roku uzyskała mandat posłanki VIII kadencji, po czym objęła funkcję sekretarza parlamentarnego w MSW, którą sprawowała do 2004. W tymże okresie była również wiceprzewodniczącą sejmowej komisji obrony i spraw wewnętrznych oraz sekretarzem komisji bezpieczeństwa narodowego. Przez kilka miesięcy w 2004 pełniła funkcję wiceprzewodniczącej klubu poselskiego Nowej Ery. Od 2004 do 2006 sprawowała funkcję przewodniczącej komisji zwalczania przemytu i zorganizowanej przestępczości. W 2005 została sekretarzem parlamentarnym w Ministerstwie Obrony, w 2006 przez krótki okres była ministrem tego resortu. W 2006 uzyskała reelekcję do Sejmu IX kadencji, gdzie zasiadała w komisjach obrony, spraw wewnętrznych i zwalczania korupcji oraz bezpieczeństwa narodowego. 
12 marca 2009 objęła stanowisko ministra spraw wewnętrznych w pierwszym rządzie Valdisa Dombrovskisa, którą zachowała również w jego drugim gabinecie. W 2010 ponownie wybrana do łotewskiego parlamentu. 17 lutego 2011 podała się do dymisji ze stanowiska rządowego w związku z falą krytyki jaka przetoczyła się w stosunku do jej osoby. 21 lutego premier dymisję przyjął; Linda Mūrniece pełniła obowiązki ministra do 6 czerwca. W 2017 wystąpiła z partii Jedność.
Od 2012 była zamężna z Hosamsem Abu Meri, politykiem pochodzenia libańskiego. W 2017 para rozwiodła się.